# Rannansaari (ö i Norra Savolax)
Rannansaari är en ö i Finland. Den ligger i sjön Juurusvesi och Akonvesi och i kommunen Siilinjärvi i den ekonomiska regionen  Kuopio ekonomiska region  och landskapet Norra Savolax, i den centrala delen av landet, 400 km norr om huvudstaden Helsingfors. Öns area är 1,3 hektar och dess största längd är 160 meter i nord-sydlig riktning.